# Bukdahls Bet
Bukdahls Bet er en dansk litteraturpris indstiftet af kritiker og digter Lars Bukdahl i 2004. Prisens formål er hovedsageligt at fremme og belønne den smalle litteratur. Af samme grund benævnes prisen ofte "den smalle litteraturpris". Prisen uddeles hvert år ved en ceremoni i Smallegade på Frederiksberg.

## Modtagere
- 2019 Jesper Elving: reskov/ tunis/ goffer/ lok [2]
- 2018 Gitte Broeng: Oliekrisen[3]
- 2017 Marie Kat for hendes miavistiske sociale medialitet af en Facebook-konto [2]
- 2016 Julie og Ursula Andkjær Olsen: Julekalender 2015[2]
- 2015 Birgit Munch: HolyHackTwerk Catastrorgasm[4]
- 2014 Rasmus Halling Nielsen: Det Stil der Siebziger[5]
- 2013 Bue Peitersen: Manden i takes der forvandler[6]
- 2012 Chresten Forsom: MANHATTAN - en nedskrivning
- 2011 Amalie Smith: Fabrikken falder
- 2010 Cia Rinne: notes for soloists
- 2009 Martin Larsen: Monogrammer
- 2008 Hans Otto Jørgensen: Fluebogen
- 2007 Lene Asp Frederiksen: I Multiverset Er Demokratiet Enevælde (sammen med Anders Bojen og Kristoffer Ørum under pseudonymet Lili W. Hur)
- 2006 Viggo Madsen: Grænsefladning
- 2005 Martin Larsen: Svanesøsonetterne
- 2004 Boris Boll-Johansen: Små Breve